# チャルビ砂漠

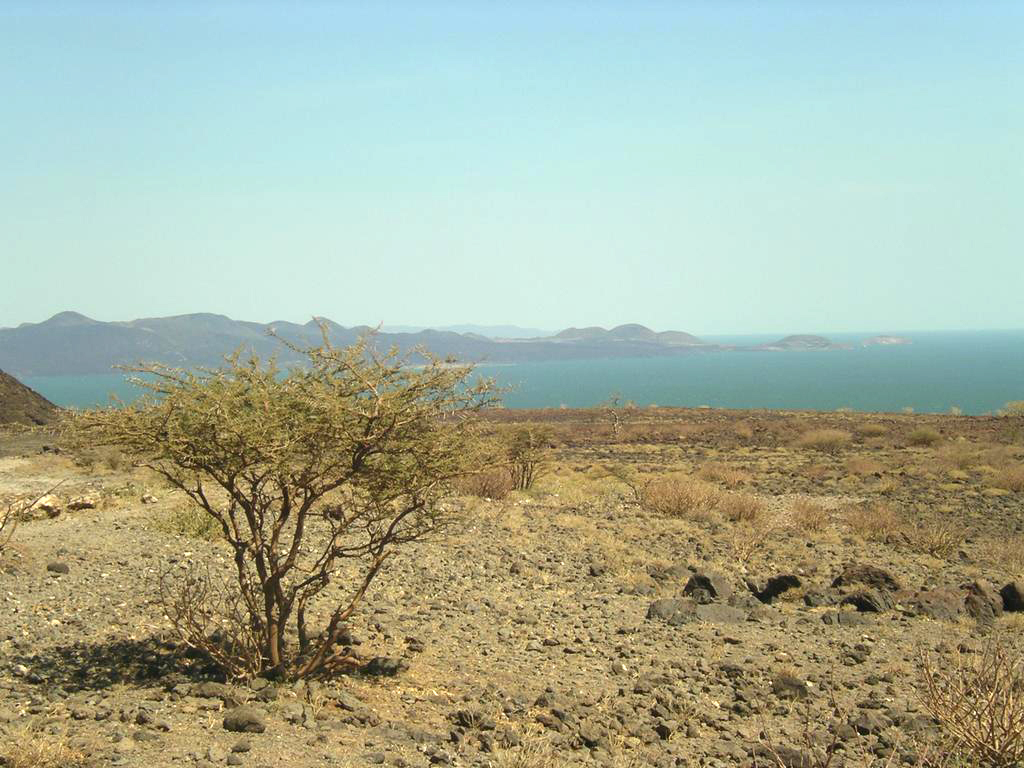
トゥルカナ湖畔

チャルビ砂漠（チャルビさばく、英語: Chalbi Desert）はケニア北部のエチオピア国境付近に存在する小さな砂漠。砂漠にある湖としては世界最大のトゥルカナ湖の東側に存在している。ノースホール(North Horr)が砂漠内の最大の定住地である。砂漠から最も近い大都市はケニアのマルサビット(Marsabit)である。